# Téliszalámi

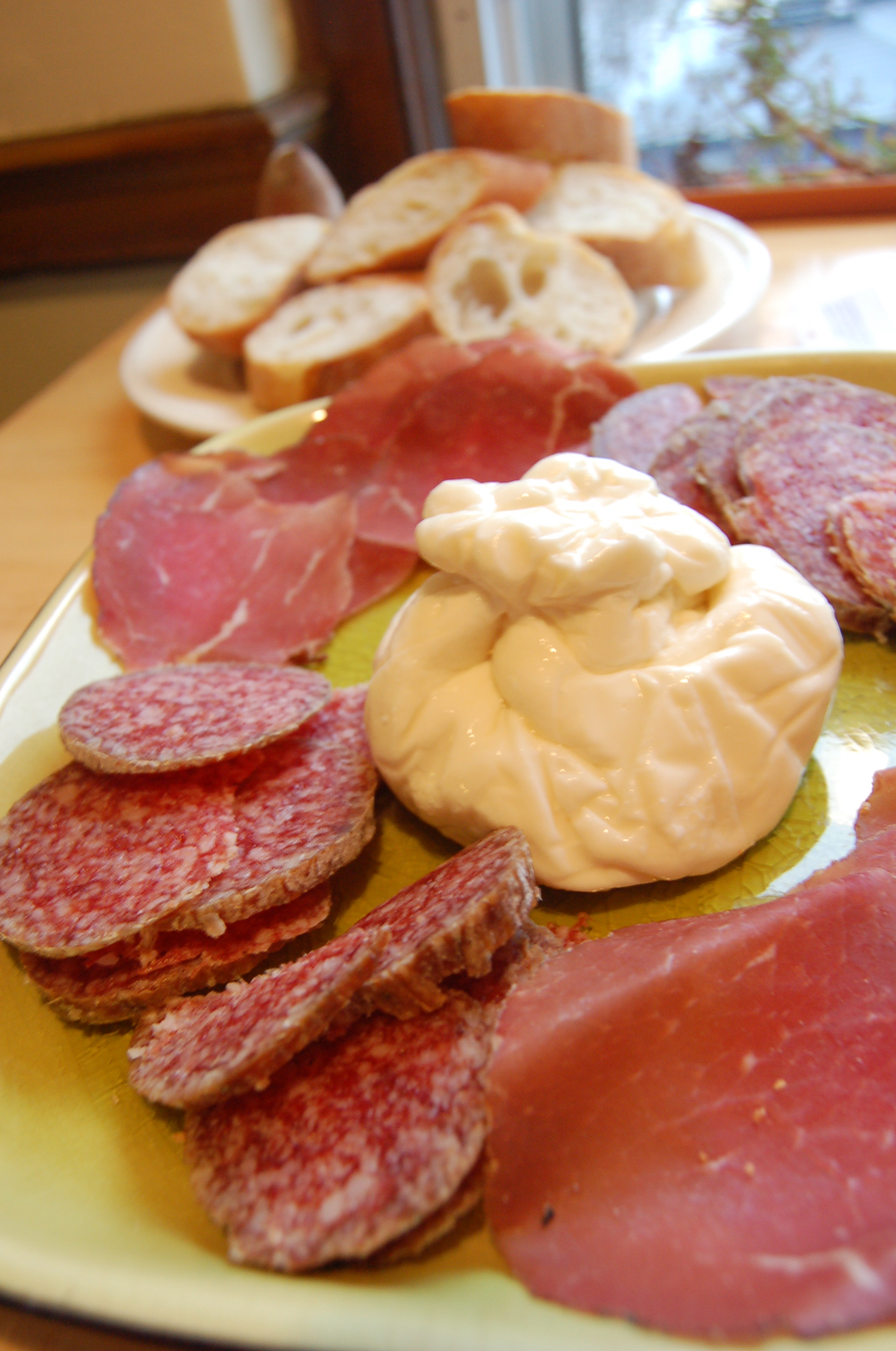
Téliszalámi és sonka csemegetál

A téliszalámi egy sertéshúsból, sertésszalonnából készített, füstölt szalámiféle.
A szegedi téliszalámi 2007 óta az Európai Unió oltalom alatt álló eredetmegjelölése, a Pick és Herz téliszalámi 2014 óta hungarikumok.
Az 510/2006 (EK) rendelet alapján készített összefoglaló lap szerint a szegedi téliszalámi „2–4 mm szemcsenagyságúra aprított és egyenletesen elkevert sertéshús és sertés szalonnaszemcsékből álló, sózott és fűszerezett (fehér bors, szegfűbors, csemegepaprika-őrlemény), természetes vagy természetazonos vízgőzáteresztő műbélbe töltött húskészítmény, amelynek felülete a bükkfahasábokkal történő füstölést és szárításos érlelést követően szürkésfehér nemespenész bevonatot kap.”
Neve onnan ered, hogy régen csak télen készítették. Ennek az volt az oka, hogy a levegő páratartalma Szegeden általában nem elég alacsony, hogy az érlelés során a megfelelő mennyiségű vizet elveszítse az alapanyag, ezért lehűtik és úgy füstölik. Amíg nem voltak erre alkalmas gépek (szivattyúk), addig csak jéggel (télen a Tisza, és tavak jegét használva) tudták lehűteni a szalámit. Másrészt az egyéb termékek mellett nem is volt elegendő munkás az előállításához, a mezőgazdasági idénymunkásokat vonta be a gyár télen a szalámi készítéséhez.